# Vellakinar
Vellakinar es una ciudad y nagar Panchayat situada en el distrito de Coimbatore en el estado de Tamil Nadu (India). Su población es de 15998 habitantes (2011). Se encuentra a 5 km de Coimbatore.

## Demografía
Según el censo de 2011 la población de Vellakinar era de 15998 habitantes, de los cuales 8023 eran hombres y 7975 eran mujeres. Vellakinar tiene una tasa media de alfabetización del 86,74%, superior a la media estatal del 80,09%: la alfabetización masculina es del 91,07%, y la alfabetización femenina del 82,42%.